# Golfweltrangliste
Die Golfweltrangliste ist die Weltrangliste im Golfsport. Erster Spitzenreiter der 1986 eingeführten Herrenweltrangliste (englisch Official World Golf Rankings - OWGR) war Bernhard Langer aus Anhausen. Momentaner Spitzenreiter ist der US-Amerikaner Scottie Scheffler. Der Vorläufer der Golfweltrangliste war die 1968 eingeführte Mark McCormack's world golf rankings.
2006 wurde mit dem Women's World Golf Rankings (offiziell Rolex Rankings) auch eine Weltrangliste für Damen eingeführt, die derzeit Nelly Korda aus den Vereinigten Staaten anführt.

## Berechnung
Die Grundlage für die Berechnung der Punkte sind die Ergebnisse bei den Events der sechs führenden professionellen Turnierserien (International Federation of PGA Tours). Das sind die PGA TOUR, die PGA European Tour, die Asian Tour, die PGA Tour of Australasia, die Japan Golf Tour und die südafrikanische Sunshine Tour. Spitzenplatzierungen, die in der europäischen Challenge Tour und in der nordamerikanischen Nationwide Tour – beides zweitgereihte Turnierserien – erzielt werden, kommen ebenfalls in die Wertung. Dasselbe gilt für die regionale Canadian Tour.
Die Weltrangliste wird jeden Montag unter Berücksichtigung der in der Vorwoche gespielten Turniere neu ermittelt.
In die Wertung kommen die Ergebnisse der oben genannten Touren. Die durch einen Spieler in der Vorwoche erspielten Punkte ergeben sich aus der Wertigkeit des gespielten Turniers sowie dessen Spielergebnis und werden in der OWGR Points Distribution Chart abgelesen.
Die Wertigkeit eines Turniers hängt davon ab, welche Spieler der Top 200 der Weltrangliste und welche Top 30 der Rangliste der entsprechenden Heimattour an dem Turnier teilgenommen haben. Die entsprechenden Rating Values sind den beiden Tabellen World Event Rating Values bzw. Home Tour Event Rating Values in der OWGR Points Distribution Chart aufgeführt. Dabei ist die Summe der Home Tour Event Rating Values begrenzt auf maximal 75 % der Summe der World Event Rating Values.
Beide zusammen bestimmen als Total Rating Values die Wertigkeit des Turniers. In der OWGR Points Distribution Chart kann man in der zugehörigen Spalte ablesen, wie viel Weltranglistenpunkte ein Spieler in der Vorwoche durch sein Turnierergebnis erspielt hat.
Von dieser Berechnung ausgenommen sind die MAJOR CHAMPIONSHIPS sowie die PLAYERS Championship. Für sie sind die Wertigkeiten festgelegt. Ebenso sind für verschiedene Turniere und Turnierserien Mindestwertigkeiten festgelegt und in der OWGR Points Distribution Chart aufgeführt.
Für die Berechnung der Weltrangliste werden die von einem Spieler in den vergangenen 104 Wochen (2 Jahren) erspielten Weltranglistenpunkte gewichtet und addiert. Die Gewichtung erfolgt in zwei Perioden. Die erste Periode dauert 13 Wochen an. Für diese jüngste Periode werden die Punkte einfach gewichtet. Die Punkte aus den Turnieren die länger zurückliegen werden von Woche zu Woche um 1/92 gesenkt. Somit erhält ein Turnier, das 14 Wochen zurückliegt eine Gewichtung von 91/92 (0,9891) und ein Turnier, welches vor 104 Wochen gespielt wurde nur noch 1/92 (0,0109).
Die Summe der so berechneten Punkte wird nun durch die Anzahl der in den vergangenen zwei Jahren gespielten Turniere dividiert – jedoch mindestens durch 40 und höchstens durch 52, sollten mehr Turniere in diesem Zeitraum gespielt worden sein, werden nur die aktuellen 52 Turniere berücksichtigt. Das Ergebnis sind die Durchschnittspunkte eines Spielers und bestimmt dessen Weltranglistenplatz.

## Bedeutung
Die ersten 50 der Weltrangliste erhalten eine automatische Startberechtigung für das US Masters, die US Open, die Open Championship und für die Turniere der World Golf Championships (bei den WGC-Accenture Match Play Championship sind die ersten 64 qualifiziert). Zu der PGA Championship werden die ersten 100 der Weltrangliste eingeladen.

## Vorläufer
Die erste Rangliste, die die Ergebnisse männlicher Profigolfer zusammenfasste, war die Mark McCormack's world golf rankings. Ende 1968 erschienen, berücksichtigte sie die Ergebnisse von Januar 1966 bis Dezember 1968. Somit umfasste diese Rangliste einen Zeitraum von drei statt später von zwei Jahren. Ein weiterer Unterschied war die höhere Gewichtung von Turniersiegen und die ausschließliche Berücksichtigung von Top-Ten-Ergebnissen, sogar bei den Majors. Erster Führender war McCormacks Klient Jack Nicklaus.
Anders als die heutige Rangliste erfüllte McCormacks Liste keinen direkten Zweck wie die Startberechtigung zu bestimmten Turnieren wie den Majors, World Matchplay Championships oder der World Golf Championships. Mark McCormack's world golf rankings sollte den Wettbewerb unter den Topgolfern beleben und gleichzeitig die Leistungsstärke der Stars abbilden. Damit war sie Teil der Marketing-Strategie McCormacks und erhöhte die öffentliche Wahrnehmung des Golfsports.

## Rekorde
Tiger Woods hat mit 281 Wochen die meisten Wochen in ununterbrochener Folge (Juni 2005 bis November 2010) auf Position eins verbracht. Zusätzlich führte er die Rangliste bisher 683 Wochen an, was ebenfalls einen Rekord darstellt. Vier Golfer haben bisher ein oder mehrere vollständige Kalenderjahre die Weltrangliste angeführt: Nick Faldo (1993), Greg Norman (1996), Scottie Scheffler (2024) und Tiger Woods (2000–2003, 2006–2009).